# Nadeshiko League Division 1
Il campionato giapponese femminile di calcio oppure Nadeshiko League (in giapponese: "L・リーグ", denominazione ufficiale "日本女子サッカーリーグ",Nihon Joshi Sakkā Rīgu) è la massima competizione nazionale giapponese di calcio femminile, non professionale anche se molte calciatrici firmano contratti professionistici.
La prima divisione è soprannominata Nadeshiko League (なでしこリーグ?, Nadeshiko Rīgu) e la seconda divisione Challenge League (チャレンジリーグ?, Charenji Rīgu). Dal 2008 è sponsorizzata dalla Plenus (株式会社プレナス?), una catena di fast food situata a Fukuoka, e per questo motivo i campionati hanno assunto i nomi Plenus Nadeshiko League e Plenus Challenge League.

## Storia
Il campionato femminile giapponese è stato costituito nel settembre 1989 con denominazione Japan Women's Football League (campionato di calcio femminile giapponese).

Dal 1993 al 1999 adottò il sistema apertura e clausura, simile a quello utilizzato dalla Japan League.

Nel 1994 il campionato diventa Ladies League (campionato femminile).

All'inizio della stagione 1999 viene introdotto il pareggio (nei campionati precedenti valevano solo vittorie e sconfitte) e l'adozione dei 3 punti per vittoria.

Dal 2000 al 2003 le squadre furono divise in due gruppi est e ovest che avrebbero mandato le squadre meglio classificate a contendersi in un girone finale il titolo, mentre le altre squadre avrebbero lottato per evitare la retrocessione.

Nel 2004 si tornò al girone unico senza poule promozione e retrocessione assegnando però la retrocessione diretta dell'ultima classificata nella nuova Division 2. A partire dal campionato 2005 la Ladies League Division 1 adotta l'attuale denominazione Nadeshiko League Division 1.
Le 8 squadre componenti la massima serie avrebbero preso parte a uno stage di allenamento e perfezionamento confrontandosi con i migliori club stranieri, stage comprendente anche squadre americane e australiane.
Dal 2004 i due campionati di prima e seconda divisione furono composti ognuno da 8 squadre. Nel 2009 il regolamento del campionato fu modificato adottando il sistema utilizzato dalla vecchia Japanese Soccer League maschile: la retrocedenda della seconda divisione avrebbe disputato un play-off contro la vincente del campionato regionale.
A partire dalla stagione 2010 la seconda divisione è stata divisa in due gironi est e ovest composti da 6 squadre ciascuno. Venivano promosse nella serie maggiore solo le vincenti di ogni gruppo.
Prima della stagione 2015 è stata creata la Nadeshiko League Division 2 come seconda divisione del campionato giapponese, rendendo terza divisione la Challenge League. Dalla Nadeshiko League Division 1 retrocede l'ultima classificata, mentre la nona classificata disputa una play-off contro la seconda classificata della Nadeshiko League Division 2.

## Le squadre

### Organico 2018
| Club                      | Città      | Provenienza |
| ------------------------- | ---------- | ----------- |
| Nagano Parceiro           | Nagano     |             |
| Albirex Niigata           | Niigata    |             |
| Cerezo Osaka Yanmar       | Osaka      |             |
| INAC Kobe Leonessa        | Kōbe       |             |
| JEF United                | Chiba      |             |
| NSSU Fields Yokohama      | Yokohama   |             |
| Tokyo Verdy Beleza        | Inagi      |             |
| Nojima Stella Kanagawa S. | Sagamihara |             |
| Urawa Reds                | Saitama    |             |
| Mynavi Sendai             | Sendai     |             |

## Albo d'oro
Elenco dei vincitori del campionato giapponese femminile di calcio.
| Stagione | Vincitore                       | Secondo Posto        |
| 1989     | Shimizu FC                      | Yomiuri Beleza       |
| 1990     | Yomiuri Beleza                  | Suzuyo Shimizu       |
| 1991     | Yomiuri Beleza                  | Suzuyo Shimizu       |
| 1992     | Yomiuri Nippon Beleza           | Suzuyo Shimizu       |
| 1993     | Yomiuri Nippon Beleza           | Suzuyo Shimizu       |
| 1994     | Matsushita Electric LSC Bambina | Yomiuri-Seiyu Beleza |
| 1995     | Prima Ham Kunoichi              | Nikko Securities     |
| 1996     | Nikko Securities                | Prima Ham Kunoichi   |
| 1997     | Nikko Securities                | Yomiuri-Seiyu Beleza |
| 1998     | Nikko Securities                | Yomiuri Beleza       |
| 1999     | Prima Ham Kunoichi              | NTV Beleza           |
| 2000     | Nippon TV Beleza                | Iga Kunoichi         |
| 2001     | Nippon TV Beleza                | Tasaki Perule        |
| 2002     | Nippon TV Beleza                | Tasaki Perule        |
| 2003     | Tasaki Perule                   | Nippon TV Beleza     |
| 2004     | Saitama Reinas                  | Nippon TV Beleza     |
| 2005     | Nippon TV Beleza                | Tasaki Perule        |
| 2006     | Nippon TV Beleza                | Urawa Reds           |
| 2007     | Nippon TV Beleza                | Tasaki Perule        |
| 2008     | Nippon TV Beleza                | INAC Leonessa        |
| 2009     | Urawa Reds                      | Nippon TV Beleza     |
| 2010     | Nippon TV Beleza                | Urawa Reds           |
| 2011     | INAC Kobe Leonessa              | Nippon TV Beleza     |
| 2012     | INAC Kobe Leonessa              | Nippon TV Beleza     |
| 2013     | INAC Kobe Leonessa              | Nippon TV Beleza     |
| 2014     | Urawa Reds                      | Nippon TV Beleza     |
| 2015     | Nippon TV Beleza                | Mynavi Sendai        |
| 2016     | Nippon TV Beleza                | INAC Kobe Leonessa   |
| 2017     | Nippon TV Beleza                | INAC Kobe Leonessa   |
| 2018     | Nippon TV Beleza                | INAC Kobe Leonessa   |
| 2019     | Nippon TV Beleza                | Urawa Reds           |
| 2020     | Urawa Reds                      | INAC Kobe Leonessa   |

## Titoli per squadra
| Squadra            | Titoli | Anni                                                                                                 |
| ------------------ | ------ | --- |
| Tokyo Verdy Beleza | 17     | 1990, 1991, 1992, 1993, 2000, 2001, 2002, 2005, 2006, 2007, 2008, 2010, 2015, 2016, 2017, 2018, 2019 |
| Urawa Reds         | 4      | 2004, 2009, 2014, 2020                                                                               |
| Nikko Securities   | 3      | 1996, 1997, 1998                                                                                     |
| INAC Kobe Leonessa | 3      | 2011, 2012, 2013                                                                                     |
| Iga Kunoichi       | 2      | 1995, 1999                                                                                           |
| Shimizu            | 1      | 1989                                                                                                 |
| Speranza Takatsuki | 1      | 1994                                                                                                 |
| Tasaki Perule      | 1      | 2003                                                                                                 |

Note:
- Lo Yomiuri Beleza ha cambiato denominazione in NTV Beleza nel 1999 e successivamente inglobato nel Tokyo Verdy mantenendo il proprio nome (NTV Beleza) nel 2011, quando il Gruppo Yomiuri ha ceduto la sua quota azionaria. Dal 2015 ha mutato nome in Nippon TV Beleza.
- Il Saitama Reinas F.C. è stato assorbito dall'Urawa Red Diamonds Ladies nel 2005.
- Il Matsushita S.C. Bambina ha cambiato denominazione in Speranza F.C. Takatsuki nel 2000. Successivamente, nel 2012 è diventata Speranza F.C. Osaka Takatsuki.
- Il Prima Ham F.C. Kunoichi ha cambiato denominazione in Iga F.C. Kunoichi nel 2000.